# Julie Larson-Green
Julie Larson-Green (nascida em 1962) é a mulher que está no cargo de chefe da divisão do Windows na Microsoft.
Ela trabalhava na empresa 19 anos.   